# Franz von John
Franz von John (Bruck an der Leitha, 1815. november 20. – Bécs, 1876. május 25.) báró, osztrák tábornok és hadügyminiszter.

## Élete
Mint a bécsújhelyi katonai akadémia végzett növendéke lépett 1835-ben egy gyalogsági ezredbe, és 1845-ben a táborkarhoz került, majd pedig Lombardiába Radetzky oldalára. Rész vett az 1848-49-es piemonti háborúban, melyben annyira kitűnt, hogy egy évben kapta a vaskoronát, a katonai érdemjelet és a Mária Terézia rendjelt. 1857-ben ezredes és báró lett, 1859-ben a IV. hadtest táborkari főnöke (Dél-Tirolban), 1860-ban pedig a Benedek vezénylete alatt Felső-Olaszországban állomásozó hadtestnek lett táborkari főnöke. 
Az 1866-os olasz háború küszöbén Albrecht főherceg táborkari főnökévé tették és ebben az állásban köztudomásúlag a legnagyobb érdemeket szerezte. Az ő terve volt, hogy a várnégyszög oltalma alatt táborozó osztrák hadsereg erőltetett éjjeli menetben a Mincio folyón átkelő olasz hadseregnek elébe menjen és az másnap reggel, még stratégiai fölvonulása közben meglepje. A custozzai csatában pedig annyira kitűnt, hogy altábornaggyá léptették elő. 1866. októberben a hadügyminisztérium élére állították, hogy a porosz háborúban levert hadsereget gyökeresen reformálja. 
1867. májusban az urak házának lett tagja, decemberben pedig közös hadügyminiszter. Mint ilyen keresztülvitte a hadsereg újjászervezését és behozta az általános hadkötelezettséget és életbe léptette egyúttal az egyévi önkéntesek intézményét. De már 1868 januárjában leköszönt magas állásáról és egy ideig rendelkezési állapotba helyezték. 1869 márciusában tartományi parancsnok lett Grazban, nemsokára táborszernagy és végül a táborkar főnöke.